# Zenithoptera lanei
Zenithoptera lanei är en trollsländeart som beskrevs av Santos 1941. Zenithoptera lanei ingår i släktet Zenithoptera och familjen segeltrollsländor. Inga underarter finns listade i Catalogue of Life.